# 周公旦
周公旦，姬姓，周氏，名旦，諡文，又稱周文公、周公。周文王第四子、周武王之弟，西周初年政治家，封於周邑，为诸侯国鲁国之祖，创“礼乐制度”。武則天天授元年（690年）追封為“褒德王”，宋真宗大中祥符元年（1008年）追封為“文憲王”，後世多稱其“元聖”。

## 概述

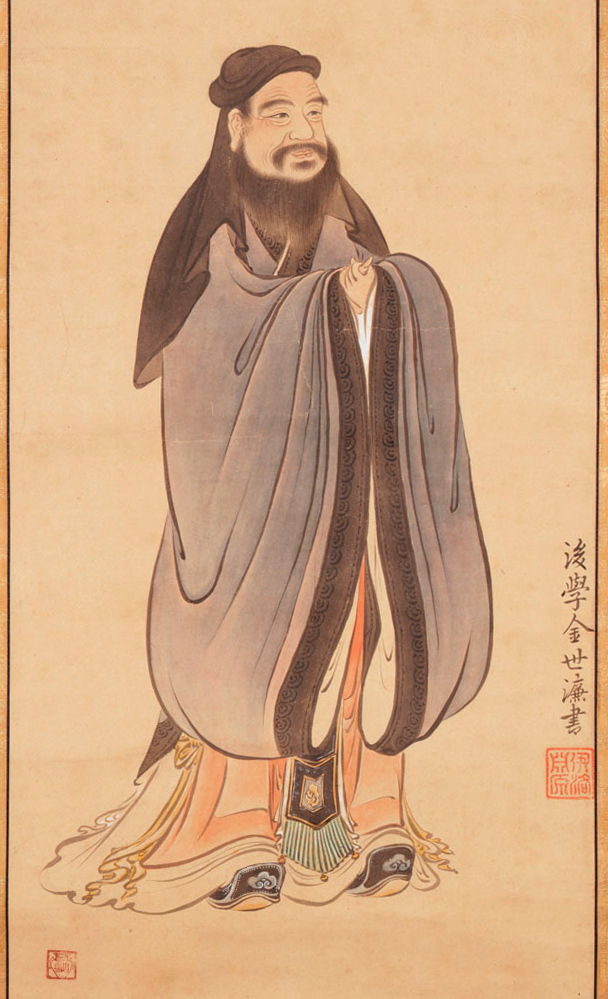
周公像，狩野山雪繪

周公據說曾輔助武王克殷軍事行動。武王克殷之後，分商都畿地區為邶、鄘、衞三國，設三監督察治理。武王克殷三年或四年後憂勞而逝，由周公旦和召公奭、太公望輔佐其子周成王。
管叔（文王三子）、蔡叔（文王五子）聯合商族殘餘勢力與徐國、奄國等東夷外族（《史記·管蔡世家》載聯合帝辛之子武庚），合兵勤王，在商畿地區對抗周公，周公稱之爲“三監之亂”。他們說“公將不利於孺子”、“天降割於我家……有大艱於西土”，周都鎬京位於殷之西，詛咒西方周國要有大難降臨。
周公出師東征，三年後戰事平息，《逸周书·作洛》載“王子禄父北奔”，周公殺管叔；流放蔡叔；廢霍叔（文王八子）為庶人，並將國家勢力擴展至東海，周公自稱「周公東征」。
周公在戰後，建造了成周雒邑，稱為「東都」，以便管制殷朝頑軍。 《尚書大傳》稱“周公攝政；一年救亂，二年克殷，三年踐奄，四年建侯衛行書，五年營成周，六年制禮作樂，七年致政成王。”
周公死後葬於畢。

## 周公攝政

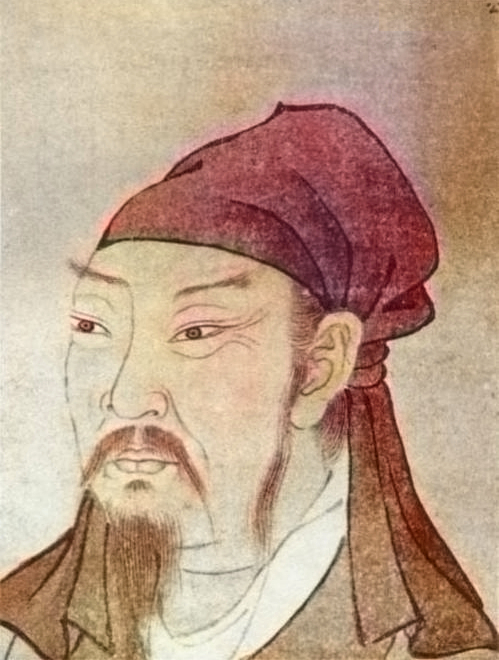
清人繪周公像

西元前1042年，周太子誦即位，即周成王。成王年幼，由武王之弟周公旦攝政。周公是否在周武王之后摄政称王，汉代起争论不休，是中国政治学术领域极具争论的一大问题，至今众说纷纭，未有定论，现在存在多种观点，一是认同周公曾经摄政称王，荀子、尸子、韩非、翦伯赞、金景芳、宫长为、郭伟川持这种观点；二是认为周公并未称王，仅仅是代行王权，司马迁、廖平、王国维、钱穆同意此说；三是认为周公摄政，在遇到大事的时候则称王，郑玄持此说；四是认为周公和周成王并行称王，顾颉刚持此说；五是认为周公既没有摄政，也没有称王，王慎行、马承源持此说；六是认为周公有摄政，但没有称王，杨向奎、王冠英、夏含夷、赵儒迎、杨朝明持此说。梁启超则陷入自我矛盾，莫衷一是。
《尚书·金縢》篇载周武王在克商后的第二年病笃，周公旦设坛祭祀，祈祷太王、王季、文王，愿以己身代替武王而死。不久武王病逝，武王子诵（成王）年幼，周公旦当政称王。
晁福林认为后人拘于宗法制度下的正统观念，无法相信周公僭位称王之事，辩解成周公辅佐成王摄政来理解。晁福林认为根据先秦史籍文献的记载，周公确实称过王:131—132。《司土簋》铭文有，“王来伐商邑，延令康侯图于衛”。《蔡尊》铭文有，“王在鲁”等记载，顾颉刚认为这都是周公称王的直接证据。
《尚书·周书》记述周公之事时使用“王”等言辞。《大诰》篇记述周公东征之事时称呼周公为“王”，如“王曰：‘呜呼！肆哉尔庶邦君越尔御事……肆朕诞以尔东征’”。《多士》篇、《多方》篇记载周公东征取胜后自商都奄返镐京之事，亦使用“王”称呼。《康诰》篇又有，“王若曰：孟侯，朕其弟，小子封”，此篇涉及周公平定三监之乱后封康叔于衛地之事，康叔乃文王之子、周公之弟，故文中称“弟”。《酒诰》篇、《梓材》篇的性质与《康诰》篇相同，皆称呼周公为“王”。《洛诰》载，“惟周公诞保文武受命，惟七年。”指周公大力治理周廷文武受命称王七年。《韩非子·难二》载，“周公旦假为天子七年。”《礼记·明堂》称，“周公践天子之位以治天下。”晁福林认为周公称王之事出于当时政治形势的考虑，是一种紧急措施。杨宽据此认为克殷未久，成王年幼，商族残余势力及方国与国遍布东方，因此周公才当政称王:132:140。《逸周书·度邑》载，“王欲旦传于后。王曰：‘旦！汝维朕达弟……今维天使子，惟二神授朕灵期，予未致……维幼子大有知……乃今我兄弟相后，我筮龟其何所即。’”记述武王决定“兄弟相后”传位于周公旦，并对此事进行过卜筮。
晁福林认为兄终弟及的继承制度在周公之前的时代是颇为常见的，在商代习见、周先公亶父传于三子季历、文王不传于伯邑考之子而传于次子武王。西周初期，以嫡长子继统的宗法制度尚未完善，所以周公旦继承王位并非后人理解的大逆不道之事:133。杨宽认为可能因为兄终弟及不符合周朝的宗法制度，所以司马迁在撰写《史记》时未被取用，写作摄政:138。

## 青铜器铭文记载

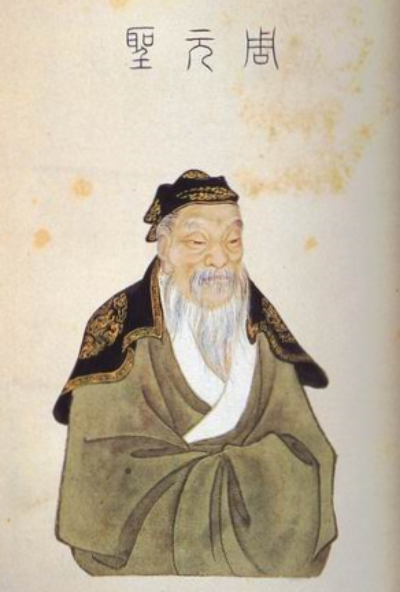
周元聖像（取自清乾隆年間《歷代名臣像解》）

上海博物馆藏小臣單觶，《殷周金文集成》编号为“一二·六五一二”。其铭文记载了周成王克服商的武庚叛乱后，来到成师，周公赏赐小臣單的事件。从铭文可以证实周公辅佐周成王扑灭叛乱的史实。

## 周公與禾
《史记·鲁周公世家》中曾记载，周成王十一年（公元前1032年），唐地出现了吉祥兆，田間长双穗禾，进献于周成王，成王将它转献周公并作《馈禾》詩，周公受禾，又作《嘉禾》詩表示嘉许，便是嘉禾一辭的來源。

## 周公與梦

### 「夢神」

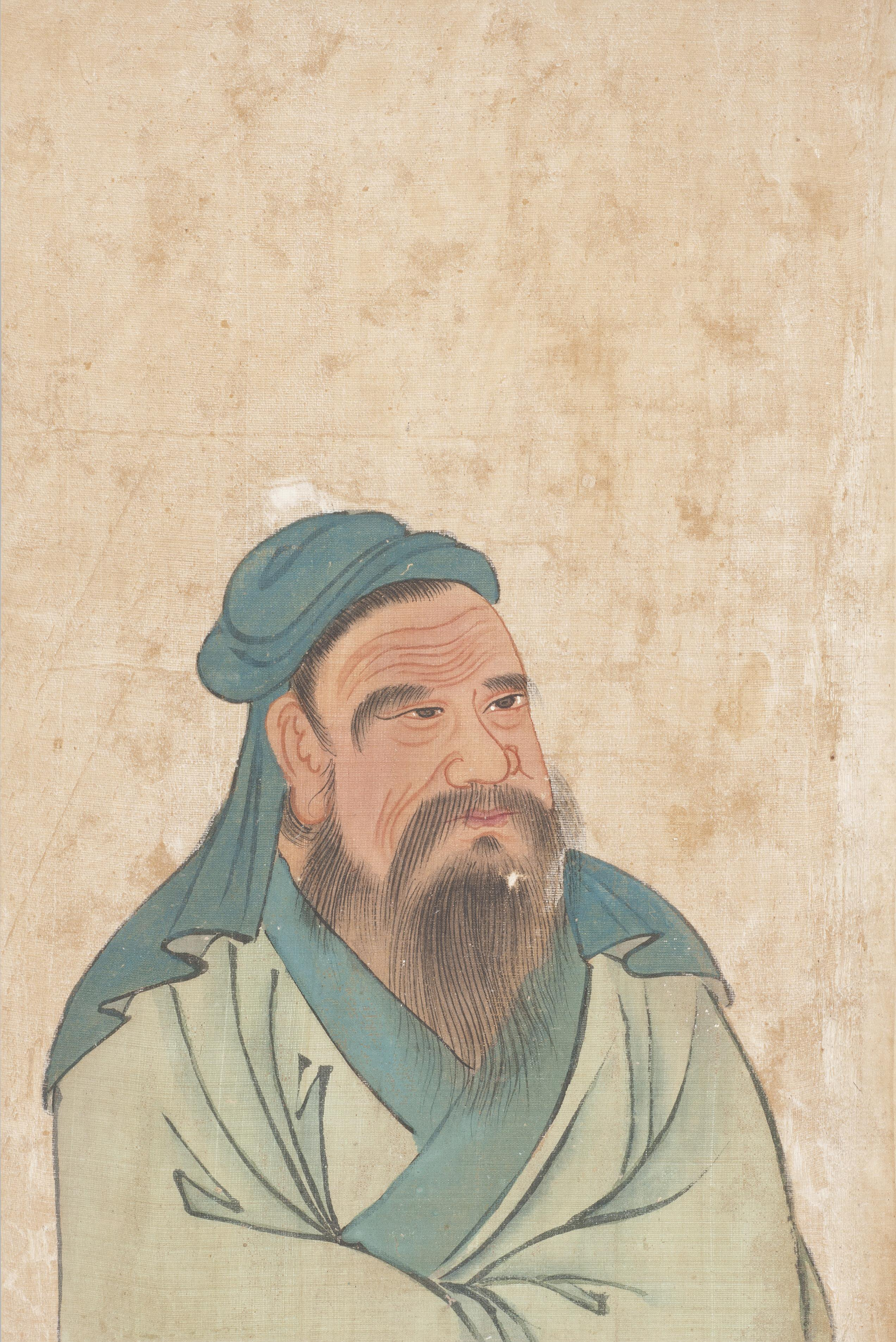
周公像

「夢周公」一詞出自於《論語·述而》篇的記載︰ 「子曰：『甚矣，吾衰也！久矣，吾不復夢見周公。』」意思是，孔子說︰「我衰老得很嚴重，我也很久不再夢見周公了。」這裡的「周公」，原本比喻孔子想恢復西周禮樂制度的理想，後人則把「周公」和「夢」直接聯繫起來。由於孔子的一句「吾不復夢見周公」（我很久沒有夢到周公了），後世多以「周公」形容人進入夢鄉。

### 周公解夢
「周公解梦」是傳統的夢文化，依據夢的內容預測未來。流傳在民間的解夢之書《周公解夢》中，分夢為十五類：直夢、象夢、因夢、想夢、精夢、性夢、人夢、感夢、時夢、反夢、借夢、寄夢、轉夢、病夢、鬼夢、美夢。

### 民間傳說
「夢周公」、「夢見周公」——民間傳說，一個人將要發生甚麽重要的事情，周公會來投夢。典故出自《论语·述而》，孔子說“甚矣！吾衰也！久矣吾不复梦见周公（我很久沒有夢到周公了）！”後來周公被稱為「夢神」。

## 家庭
父母
- 父周文王
- 母太姒

兄弟
- 長兄伯邑考，早卒
- 二兄周武王發
- 三兄管叔鮮
- 五弟蔡叔度
- 六弟衛康叔
- 七弟郕叔武
- 八弟霍叔處
- 九弟毛叔鄭
- 十弟冉季載
- 十一弟郜叔
- 十二弟雍伯
- 十三弟曹叔振鐸
- 十四弟錯叔繡
- 十五弟畢公高
- 十六弟原伯
- 十七弟酆侯
- 十八弟郇伯

子女
- 伯禽，封魯國君主
- 周平公君陳，襲周公位
- 凡伯，封凡國君主
- 蔣伯齡，封蔣國君主
- 邢朋叔，封邢國君主
- 茅叔，封茅國君主
- 胙伯，封胙國君主
- 祭伯，封祭國君主

## 周公後代

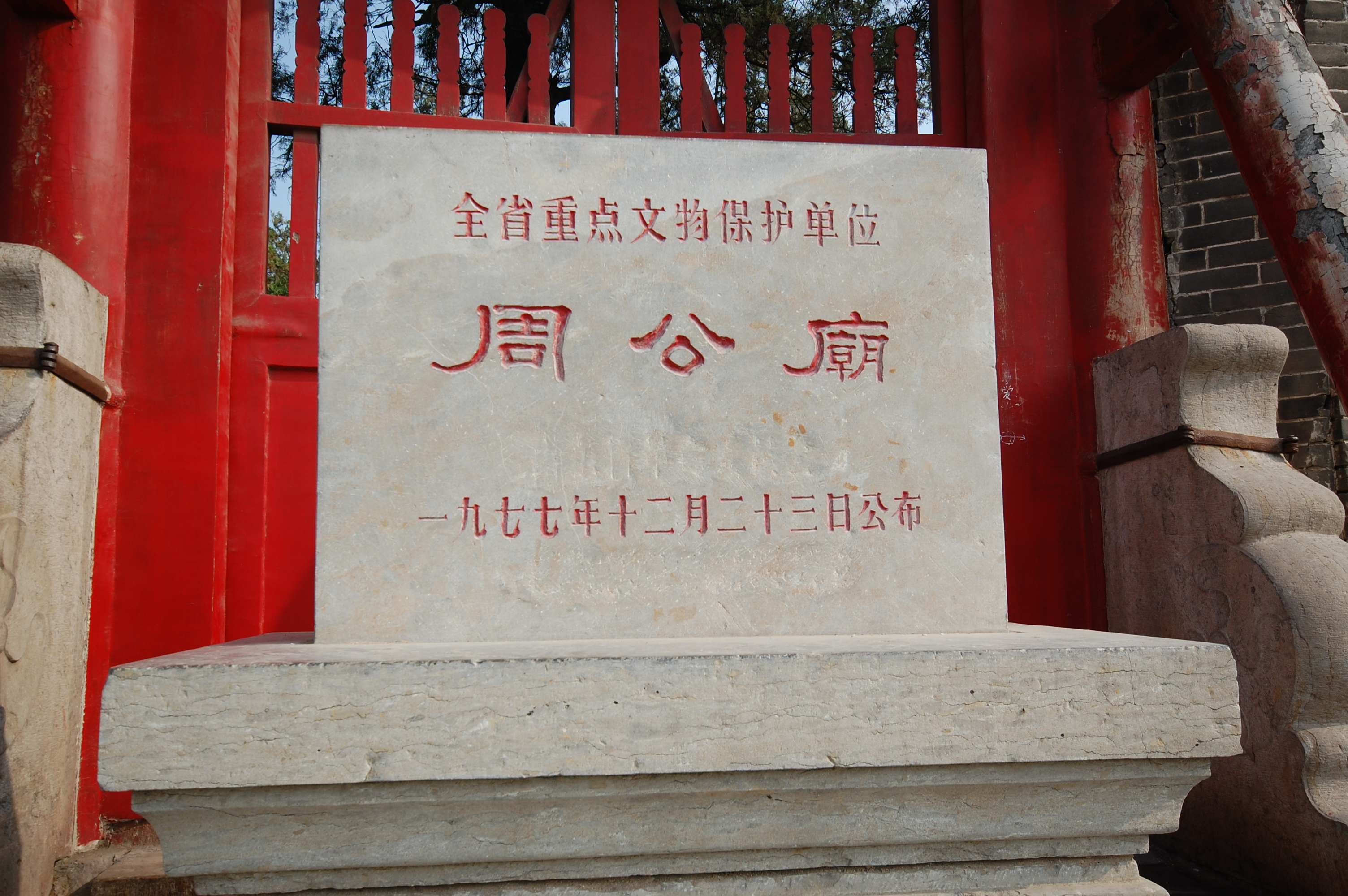
山東省周公廟

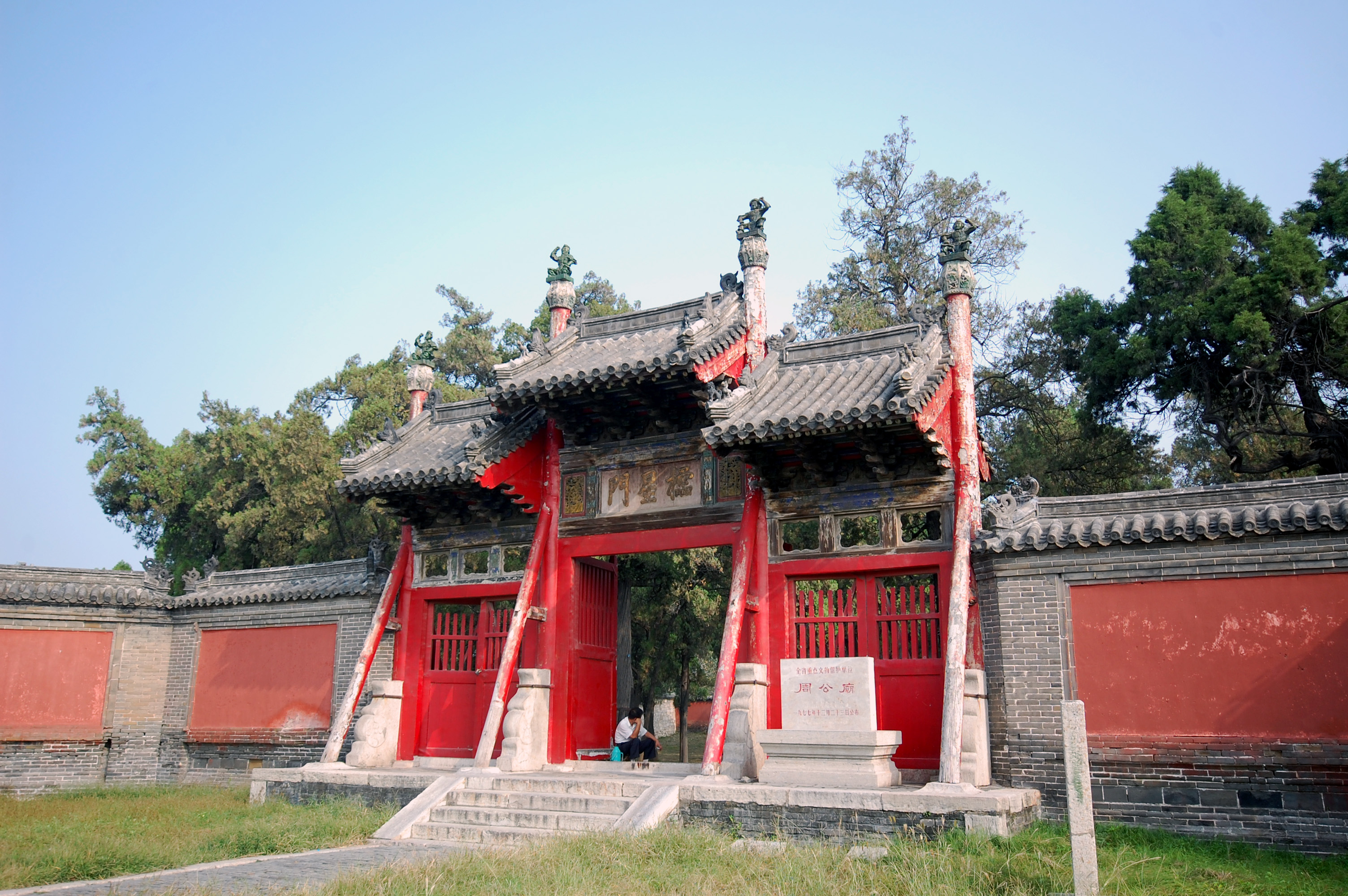
周公庙棂星门

- 周公旦第75代孫，東野沛然，於康熙23年奉旨授為翰林院五經博士，世代襲封。
- 周公旦第77代孫，姬肇勛，於乾隆43年奉旨授為翰林院五經博士，世代襲封。

## 延伸阅读
- 林泰輔 著，錢穆 譯：《周公》（臺北：臺灣商務印書館，1967年）
- 艾爾曼（Benjamin Elman）：〈明代政治與經學：周公輔成王 （页面存档备份，存于）〉
- 周公解夢大全（Rekday）：〈周公解夢大全〉